# Pará de Minas (kommun)
Pará de Minas är en kommun i Brasilien.   Den ligger i delstaten Minas Gerais, i den sydöstra delen av landet, 600 km sydost om huvudstaden Brasília. Antalet invånare är 84 252.
Följande samhällen finns i Pará de Minas:
- Pará de Minas

Omgivningarna runt Pará de Minas är huvudsakligen savann. Runt Pará de Minas är det ganska tätbefolkat, med 214 invånare per kvadratkilometer.